# Frank Abney Hastings

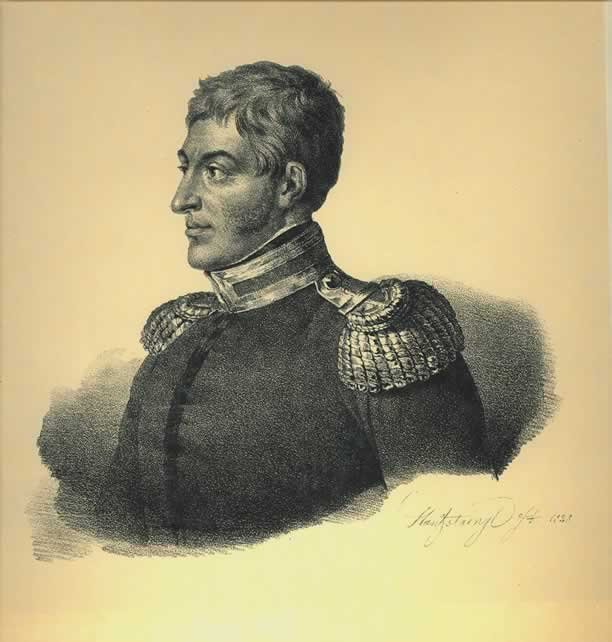
Frank A. Hastings, Lithografie von Karl Krazeisen

Frank Abney Hastings (griechisch Φρανκ Χέιστινγκς zeitgenössisch auch Φραγκίσκος Άστιγγας oder Άστιγξ, * 14. Februar 1794 in Willesley Hall bei Ashby-de-la-Zouch; † 1. Juni 1828 in Zakynthos) war ein britischer Marineoffizier, der als Philhellene zum Helden der Griechischen Revolution wurde.

## Frühe militärische Karriere
Hastings entstammte einer Familie von Marineoffizieren: Der Familientradition folgend trat er schon im Alter von elf Jahren in die Dienste der Marine ein und nahm 1805 an Bord der HMS Neptune an der Schlacht von Trafalgar teil. In der Folge durchlief er eine erfolgreiche militärische Laufbahn, bis er 1820 nach Streitigkeiten mit einem Vorgesetzten ausschied.
Er begab sich zunächst für ein Jahr nach Frankreich und schiffte sich im März 1822 von Marseille nach Griechenland ein, um den Befreiungskampf zu unterstützen.

## Teilnahme am Griechischen Befreiungskrieg
Hastings erreichte im April 1822 Hydra und nahm an zahlreichen Kämpfen zu Wasser und zu Lande teil.

### Modernisierer der griechischen Flotte
Hastings erkannte, dass die leichten griechischen Flottenverbände der osmanischen Flotte unterlegen waren. In einer Denkschrift, die er 1823 für Lord Byron verfasste und 1824 der provisorischen griechischen Regierung vorlegte, entwickelte er neue strategische und taktische Gedanken. Im Wesentlichen enthielt das für den Verlauf des griechischen Aufstands wichtige Memorandum den Vorschlag, Dampfschiffe an Stelle von Segelschiffen einzusetzen und an Stelle des Einsatzes von Brandern den direkten Beschuss der türkischen Flotte durch Artilleriegranaten vorzuziehen.

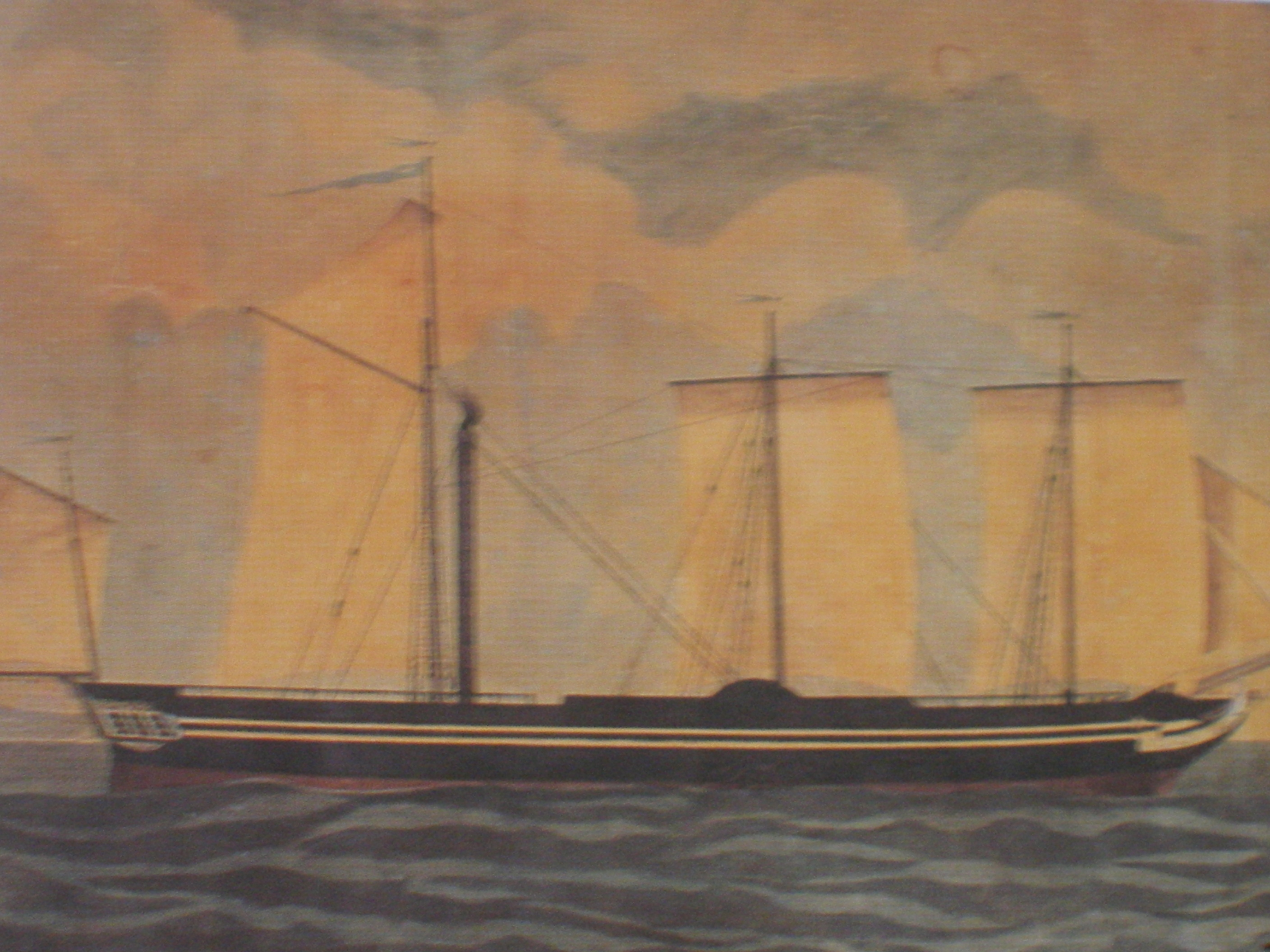
Dampfschiff Karteria, Aquarell

Da die griechische Regierung seine Pläne, die die Anschaffung von Dampfern und die Einführung von Panzerungen bedeutete, nur teilweise umsetzen konnte, setzte Hastings zu deren Verwirklichung in erheblichem Umfang eigenes Vermögen ein. Er begab sich 1824 nach England, um ein Dampfschiff zu erwerben und hatte 1825 die Karteria (Ausdauer), einen kleinen Raddampfer, ausgestattet. Dieses erste griechische dampfgetriebene Kriegsschiff war mit Engländern, Schweden und Griechen besetzt und mit Granatwerfern ausgestattet.

### Erfolgreiche Seeschlachten
Unter Hastings’ Kommando als Kapitän der Karteria zeigte sich alsbald die Wirksamkeit des Granatbeschusses, als er bei Oropos die Nachschublinien zur See für das türkische Heer, das Athen belagerte, angriff.
Als sich nach der Niederlage bei Athen die Kampfhandlungen nach Westen verlagerten, bestritt Hastings erfolgreich Kämpfe um die Rückeroberung der Peloponnes. Am 29. September 1827 zerstörte er in der Bucht von Salona im Golf von Korinth nahe bei Itea einige Schiffe der türkischen Flotte. Dies provozierte das aggressive Vorgehen des türkischen Oberbefehlshabers Ibrahim Pascha, das am 20. Oktober 1827 zur Zerstörung der osmanischen Flotte in der Schlacht von Navarino durch die Großmächte führte.
Bei Kämpfen bei Etoliko, einer kleinen Insel am Eingang der Lagune von Messolongi, wurde Hastings im Mai 1828 schwer verwundet. Er erlag seinen Verletzungen einige Tage später im Hafen von Zakynthos.

## Gedenken
Hastings wurde auf Poros in einer für ihn errichteten Gedenkstätte beigesetzt, sein Herz in der Anglikanischen Kirche in Athen. In Messolongi erinnert ein Denkmal an ihn. In Athen, Patras und Piräus sind Straßen nach ihm benannt.